# Dmîtrivka, Berdeansk
Dmîtrivka (în ucraineană Дмитрівка) este localitatea de reședință a comunei Dmîtrivka din raionul Berdeansk, regiunea Zaporijjea, Ucraina.

## Demografie
Componența lingvistică a localității Dmîtrivka
     Rusă (61,73%)
     Ucraineană (36,23%)
     Alte limbi (0,75%)
Conform recensământului din 2001, majoritatea populației localității Dmîtrivka era vorbitoare de rusă (61,73%), existând în minoritate și vorbitori de ucraineană (36,23%).